# FlyLal
La FlyLAL (conosciuta anche come Lithuanian Airlines o LAL) era una compagnia aerea con sede a Vilnius, compagnia aerea di bandiera lituana con hub presso l'Aeroporto Internazionale di Vilnius.
Non più operativa, operava normalmente con voli di linea regionali e internazionali sia da Vilnius che dall'Aeroporto Internazionale di Palanga.
Sebbene, a causa di gravi problemi finanziari, la FlyLal abbia sospeso le attività il 17 gennaio 2009,  la consorella FlyLal Charters continuò a operare fino al 28 novembre 2018 grazie a una licenza separata.

## Storia
La società fu fondata il 20 settembre 1938 sotto il nome di "Lietuvos oro linijos" (Linee Aeree Lituane), iniziò a operare dal giorno successivo alla sua fondazione con l'ausilio di 2 aeromobili Percival Q-6.
Dal 1940, a seguito dell'occupazione sovietica, tutti i voli da e per la Lituania vennero effettuati da una società satellite della sovietica Aeroflot.
Dopo l'indipendenza dall'Unione Sovietica, il 20 settembre 1991 la società rinacque sotto il nome di "Lietuvos Avialinijos". La proprietà della compagnia rimase in mano pubblica fino al 2005 quando venne privatizzata e acquisita dalla "LAL Investiciju Valdymas", che rinominò il vettore lituano con la denominazione di "FlyLAL - Lithuanian Airlines".
Successivi problemi finanziari e debiti sempre più ingenti hanno comportato la sospensione dei voli dopo che è venuto a mancare l'apporto finanziario promesso da una società svizzera che mirava ad acquisire la FlyLal.

## Flotta
La flotta di FlyLal era composta, ad agosto 2007, dai seguenti aeromobili:
| Tipo           | Numero | posti a sedere | Note |
| -------------- | ------ | -------------- | ---- |
| Boeing 737-300 | 3      | 138-148        |      |
| Boeing 737-500 | 4      | 109-138        |      |
| Boeing 757-200 | 2      | 217            |      |